# هو بينغ شوي
هو بينغ شوي' من أبرز قواد الجوقة في الصين. التحق بكلية الشباب التابعة لمعهد الموسيقى المركزي، وفي عام 1958 التحق بكلية الآلات الوترية والنفخية بنفس المعهد. اختير للدراسة العليا في كلية الخبراء للأوبوا بجمهورية التشيك عام 1959، وفي عام 1963 تخرج منها بدرجة ممتازة وبدأ يعمل في الأوركسترا السيمفونية التابعة لفرقة الموسيقى المركزية كعازف الأوبوا. في عام 1999 سافر مع فرقة الموسيقى الشعبية المركزية الصينية إلى الولايات المتحدة لتقديم العروض الفنية في 18 مدينة أمريكية.

## روابط خارجية
- هو بينغ شوي على موقع ميوزك برينز (الإنجليزية)